# Владимирская улица (Киев)
Влади́мирская у́лица (укр. Володимирська вулиця) — улица в Шевченковском районе Киева, проходит с северо-востока на юго-запад, от Андреевского спуска и Десятинной улицы до Короленковской улицы. Улица проложена по историческим местностям: Старый Киев, Паньковщина, Новое Строение. Протяжённость — 2,9 км. Претендует на статус старейшей постоянно населённой улицы мира и старейшей сохранившейся улицы в Европе (в звании старейшей улицы Европы соревнуется по давности с Варяжской улицей в Старой Ладоге, которая не соответствует определению постоянно населённой).

## Исторические названия
Названия улицы:
Мост (во времена Киевской Руси, от начала до Софийских ворот).
Андреевская, Софийская, Золотая, Университетская (до 30-х годов XIX века).
Большая Владимирская (употреблялась параллельно с существующим).
Десятинная, Нижне-Владимирская (часть улиц от начала до Софийской площади и от Караваевской улицы до конца) (1869—1901).
Короленко (1922—1944).

## История улицы
Часть улицы от Бабиного Торжка (Десятинной церкви) до Софийских ворот возникла не позднее конца X века (известно название этого отрезка улицы — Мост). После сооружения в начале XI века Софийского собора и около 1037 года Золотых ворот достигла тогдашней западной границы города — Золотых ворот.
Проходила через древнейшие части Киева — Город Владимира и Город Ярослава. Это была главная городская улица, ведущая от парадного въезда — Золотых ворот до главного храма — Софийского собора и княжьих и боярских дворцов Верхнего Города (Старокиевской горы). Кроме Софийского собора также на этой улице были возведены Ирининская церковь, Георгиевский собор, монастырь Св. Феодора и ряд жилых строений — как простых горожан, так и знати. На пересечении с Большой Житомирской улицей находились Градские (позже Софийские, Батыевы) ворота.
После разрушения Киева монголо-татарами Старый город опустел. Лишь в XVII веке был отстроен и перестроен Софийский собор, построена часовня на фундаментах Десятинного храма, а сама территория современной Софийской площади и начала Владимирской улицы вошла в состав новообразованной Старокиевской крепости. В конце XVIII века — начале XIX века снова, после продолжительного перерыва начинается застройка улицы в границах тогдашнего Киева — то есть от начала до Золотых ворот. После сноса валов, оставшихся как часть укреплений времён Киевской Руси, а также остатков укреплений Старокиевской крепости (окончательно снесены в 30-х годах XIX века) на месте разрозненных частей старой улицы, имевших в те времена названия соответственно Андреевская (от начала до Житомирской улицы), Софиевская (от Житомирской до Софиевской площади) и Золотая (до Золотых ворот) была проложена ровная улица, получившая название Владимирская.
После расширения Киева в 30-х годах XIX века и начала застройки местности за Золотыми воротами (тогда были проложены современные улицы Богдана Хмельницкого, бульвар Тараса Шевченко, Прорезная и ряд других) улицу продолжили в сторону долины реки Лыбедь.
В 1837—1842 годах на улице возводится классическое здание для Киевского императорского университета, основанного в 1834 году и названного именем Св. князя Владимира. Именно с той поры начинается формирование современного образа улицы — строятся каменные здания поначалу в 1—2, а затем в 3—5 этажей. Возводится ряд административных, общественных и жилых сооружений.
На месте, где в 1833 году при прокладывании Владимирской улицы на углу с Ирининской были раскопаны вероятные фундаменты Ирининской церкви, в 1852 году с использованием древних материалов был сооружён так называемый «Столп Св. Ирины» (разрушен в 1932 году). Тогда же, в 1850-х годах, строятся здания Старокиевской пожарной части и Присутственных Мест, возводится Городской театр (сгорел в 1896 году, отстроен заново пять лет спустя по проекту В. А. Шрётера), Александровская гимназия (№ 14 по бульвару Тараса Шевченко, архитектор А. В. Беретти).
В 1869 году улицу разделили на три самостоятельные части — Десятинную, собственно Владимирскую и Нижне-Владимирскую улицы. Ещё в 1880-е годы одной из проблем улицы были свиньи, валявшихся в грязи на проезжей части и телята, объедавшие кусты вокруг Золотых ворот. В конце XIX века улицу замостили, появилось сначала газовое, а затем и электрическое освещение. В 1895 году по улице прошла трамвайная линия.
В начале XX века улица приобрела свой современный вид и длину: на месте сгоревшего к 1901 году возводится новый Городской театр, на углу с Прорезной улицей, строится доходный дом (№ 39), ставший одной из визитных карточек Киева. В 1910-х годах строятся Педагогический музей (№ 57), Ольгинская женская гимназия, здание Губернского земства (№ 33).
На протяжении XX века улица не претерпела существенных перестроек, хотя некоторые здания были утрачены, большая часть исторической застройки сохранилась. Среди удачных построек 1930-х годов можно отметить здания университетской библиотеки (№ 58) и Музея истории Украины (№ 2, архитектор И. Ю. Каракис), школу № 25 и дом № 71.
С 1959 по 1998 год по основной части улицы проходила троллейбусная линия. В 1980-х годах часть улицы избавилась от брусчатки. В 1982 году, к празднованию 1500-летия Киева, на углу Большой Житомирской и Владимирской улиц были обозначены красным кварцитом фундаменты древних Софийских ворот, также на полотне Владимирской улицы напротив Ирининской улицы были отмечены фундаменты Ирининской церкви.
Ныне Владимирская улица является одной из важнейших улиц центральной части Киева, здесь находится ряд ключевых организаций, музеев и учебных заведений. В силу богатства своей истории и наличия памятников XI—XIX веков это одно из популярнейших туристических направлений города.

## Примечательные здания и сооружения

### По нечётной стороне
- № 1 — школа № 25, одна из русскоязычных школ Киева. Построена в 1939 году за 5 месяцев.
- № 3 — усадьба Трубецких, 20-е гг. XIX века; (фундаменты сооружений X—XII вв.);
- № 5, 7 — фундаменты церковных сооружений XI—XIII веков. В доме № 7 жил И. С. Нечуй-Левицкий.
- № 11 — дом с аптекой (до 1862). Старокиевская аптека действует с 1871 года и является старейшей непрерывно действующей аптекой города.
- № 13 — Старокиевская пожарная часть (50-е годы XIX века). Здание занимает Государственная служба Украины по чрезвычайным ситуациям.
- № 15 — Присутственные места (1854—1857). Здесь работал писатель Н. С. Лесков ([уточнить], Лесков уволился со службы в 1857 году). В здании расположено ГУ МВД Украины в городе Киеве.
- № 19 — на этом месте находился доходный дом, построенный по проекту П. Ф. Алёшина (1914).
- № 21 — с балкона этого дома выступал историк и политический деятель М. С. Грушевский.
- № 14/8 — доходный дом (1910—1911 гг.)
- № 33 — Киевская земская управа (1913—1914). Здание занимает Служба безопасности Украины. Рядом находился так называемый Ирининский столб (снесён в 1932 году).
- № 35 — особняк Беретти (1848), собственный дом архитектора А. В. Беретти.
- № 45а — Дом учёных.
- № 39 — доходный дом (1900—1903). Здесь находилась кофейня-кондитерская «Маркиз», упоминающаяся в романе М. А. Булгакова «Белая гвардия».
- № 43 — жилой дом (1888—1889). Здесь родился артист А. Н. Вертинский.
- № 45 — жилой дом (1891—1892).
- № 51а — здесь жил предприниматель, министр иностранных дел Временного правительства М. И. Терещенко.
- № 55 (№ 15 по улице Богдана Хмельницкого) — здание Ольгинской гимназии (1909—1914, архитектор П. Ф. Алёшин). С 1966 года здесь находится Национальный научно-природоведческий музей НАН Украины.
- № 57 — Педагогический музей (1910—1911, архитектор П. Ф. Алёшин, подрядчик Л. Б. Гинзбург, чугунная ограда по рисунку А. В. Беретти). Музей открылся 28 сентября 1911 года. В 1917 году здесь разместилась Центральная рада во главе с М. С. Грушевским, где вели деятельность В. К. Винниченко, Н. И. Михновский, С. В. Петлюра. Здесь 7 (20) ноября 1917 была провозглашена Украинская Народная Республика, здесь же принимались Универсалы Центральной рады о независимости. Здание фигурирует в романе Михаила Булгакова «Белая гвардия».

В советское время здесь размещались Пролетарский музей (с 1921), музей Революции (с 1924), филиал Центрального музея В. И. Ленина (с 1937), для которого здание было перестроено и почти вдвое увеличено в объёме (архитектор П. Ф. Алёшин), при этом фасад остался прежним. Во время немецкой оккупации тут был Музей древнейшей истории, в который перевезли археологическую коллекцию из Киево-Печерской лавры. После освобождения Киева, в 1943—1982 годах здесь вновь музей В. И. Ленина, после его переезда — Киевский городской Дом учителя, на базе которого с 1985 года работает культурный центр «Кияночка».
- пересечение с бульваром Тараса Шевченко (№ 14) — Первая киевская (Александровская) гимназия (1847—185?, архитектор А. В. Беретти). В настоящее время — «Жёлтый» (Гуманитарный) корпус Киевского национального университета.
- № 61/11 — доходный дом (1911).
- № 79а — жилой дом. Здесь жил поэт А. А. Блок (№ 79).

### По чётной стороне
- № 2 — археологический комплекс на Старокиевской горе: древнее киевское городище, исторический и административный центр Древнего Киева, фундаменты Десятинной церкви и княжеских дворцов. В 1937—1939 годах здесь было построено здание первой на Украине художественной школы (архитектор И. Ю. Каракис). С 1943 года его занимает Национальный музей истории Украины.
- № 10 — бывший Земельный банк (1903), ныне — Центральный телеграф.
- № 22 — здесь жил А. М. Вербицкий.
- № 24 — Национальный заповедник «София Киевская» — Софийский собор с колокольней и комплекс Софийского монастыря (XI век; XVII—XIX века). В Софийском соборе погребены князья Ярослав Мудрый и Владимир Мономах, киевские митрополиты Рафаил и Евгений, ряд других церковных деятелей. Саркофаг Ярослава Мудрого — единственный сохранившийся со времён Киевской Руси.
- № 28 — здесь работал писатель М. М. Коцюбинский.
- № 32 — здесь жил художник В. М. Васнецов.
- № 36 — отель «Прага» (1880—1890; 1910). После освобождения из русского плена здесь жил Ярослав Гашек, ставший в 1916 году сотрудником газеты «Чехослован», здесь же он писал повесть «Бравый солдат Швейк в плену», изданную в Киеве в 1917 году[источник не указан 3724 дня].
- № 40а — Золотые ворота, памятник оборонного зодчества Киевской Руси времён правления князя Ярослава Мудрого. О строительстве ворот упоминается в летописи 1037 года. В 1240 году они сильно пострадали во время взятия города ханом Батыем. К середине XVII века дошли уже в полуразрушенном виде, первые меры по их сохранению были предприняты в 1832 году, в 1982 году, к празднованию 1500-летия Киева, были полностью реконструированы. Начиная с 1970-х годов в построенном рядом павильоне функционирует музей.
- № 42 — жилой дом (середина XIX века). С 1908 по 1912 год в полуподвальном помещении располагалась общественная организация «Украинский клуб», в деятельности которой среди прочих принимали активное участие искусствовед Н. Ф. Беляшевский, писатели А. Олесь, Е. Пчилка, Леся Украинка, И. С. Нечуй-Левицкий, актёр Н. К. Садовский. В 1909 году здесь побывал И. Я. Франко.
- № 46[уточнить] — здесь жили писатели В. Г. Короленко и Г. М. Косынка.
- № 50 — Национальная опера Украины (1898—1901, архитектор В. А. Шрётер). Здание, рассчитанное на 1650 зрителей, было построено на месте Городского театра (1856, архитектор И. В. Штром), сгоревшего дотла в феврале 1896 года. 1 сентября 1911 года здесь произошло убийство Столыпина.
- № 54 — пансион (50-е годы XIX века). Здание занимает президиум Национальной академии наук Украины. Здесь работали президенты академии В. И. Вернадский (её сооснователь с 1918), ботаник В. И. Липский (с 1922), бактериолог Д. К. Заболотный (1928—1929), патофизиолог А. А. Богомолец (с 1930), биохимик А. А. Палладин (1946—1962).
- № 58 — здание университетской библиотеки (1930), с 1940 — Научная библиотека, с 1994 года носит имя его первого ректора, М. А. Максимовича.
- № 60,  памятник архитектуры — Красный корпус Киевского национального университета (1837—1843, архитекторы В. И. Беретти и его сын А. В. Беретти). Старейший корпус Национального университета имени Тараса Шевченко, построенный по заказу императора Николая I. Первоначально здание было белого цвета. В 1839 году за ним под руководством заведующего кафедрой ботаники Р. Э. Траутфеттера был заложен Ботанический сад.

В стенах университета бывали многие выдающиеся учёные, писатели, врачи, изобретатели, политические и общественные деятели. Здесь работали его первый ректор М. А. Максимович, автор здания архитектор В. И. Беретти, экономист Н. Х. Бунге, историк Н. И. Костомаров, геолог П. А. Тутковский, медик Ф. Яновский, правовед Б. А. Кистяковский, естествоиспытатель В. И. Вернадский. Здесь бывал друг Н. И. Костомарова, поэт Т. Г. Шевченко. Среди выпускников университета — экономист И. В. Вернадский, историк и фольклорист М. П. Драгоманов, писатель и театральный деятель М. П. Старицкий, композитор Н. В. Лысенко, археолог Н. Ф. Беляшевский, историк М. С. Грушевский, географ О. Ю. Шмидт, инженер Н. Н. Бенардос, писатели М. П. Старицкий и М. А. Булгаков, медик Н. Стражеско, здесь учился поэт М. Ф. Рыльский.
- № 62 — филиал № 1 Библиотеки им. Вернадского (1914—1915).
- № 64 — ректорат университета (1840). Мемориальная доска памяти художника Г. И. Нарбута (1992).
- № 68 — Национальный университет пищевых технологий.

Также историческую и архитектурную ценность имеют дома № 4, 6, 7, 8, 16, 17, 18, 20, 21, 22, 23, 24, 25, 26, 27, 28, 29, 30, 32, 34, 36, 37, 40, 41, 44, 45, 47, 48, 49 (флигель), 51 (флигель), 52, 55, 61, 65, 67, 68, 69, 74д, 75, 76а, 77, 78, 78а, 79, 81, 82, 84, 85, 92, 93, 94, 96, 97.

## Галерея
- Владимирская улица в 1900 году
- Владимирская улица
- Здание службы безопасности Украины
- Красный корпус Киевского национального университета
- Золотые ворота
- Национальная опера Украины
- Софийский собор
- Старокиевская гора
- Фундамент десятинной церкви
- Первая Киевская гимназия

## Упоминания в литературе
Действие некоторых страниц романа Михаила Булгакова «Белая гвардия» разворачивается в здании Педагогического музея и собственно на Владимирской улице (бегство Турбина от петлюровского патруля), также в романе упоминается популярная в те времена кофейня-кондитерская «Маркиз» (дом № 39).